# Torņakalns
Torņakalns – jeden z mikrorejonów Rygi – stolicy Łotwy – położony w dystrykcie Zemgale. Według danych na rok 2021 Torņakalns zamieszkiwały 6373 osoby, a gęstość zaludnienia wyniosła 1985 os./km².

## Geografia
Całkowita powierzchnia Torņakalns wynosi 3,21 km², czyli prawie o połowę więcej niż wynosi średnia powierzchnia wszystkich mikroregionów Rygi. Graniczy m.in. z Āgenskalns oraz  z Ziepniekkalns.

## Galeria

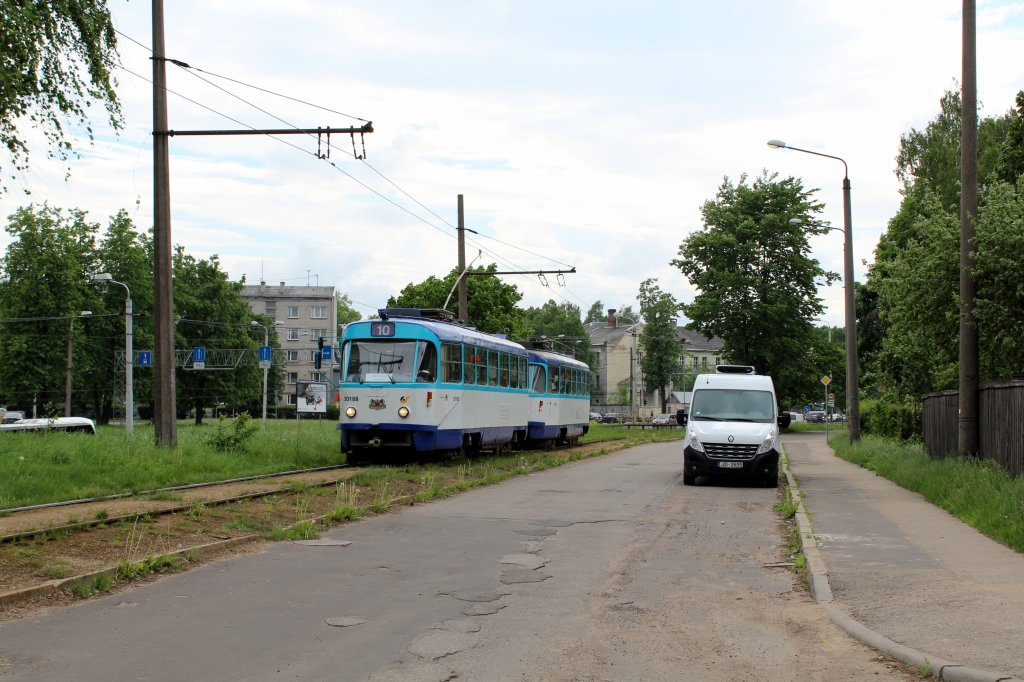
Ulica Neretas w Torņakalns
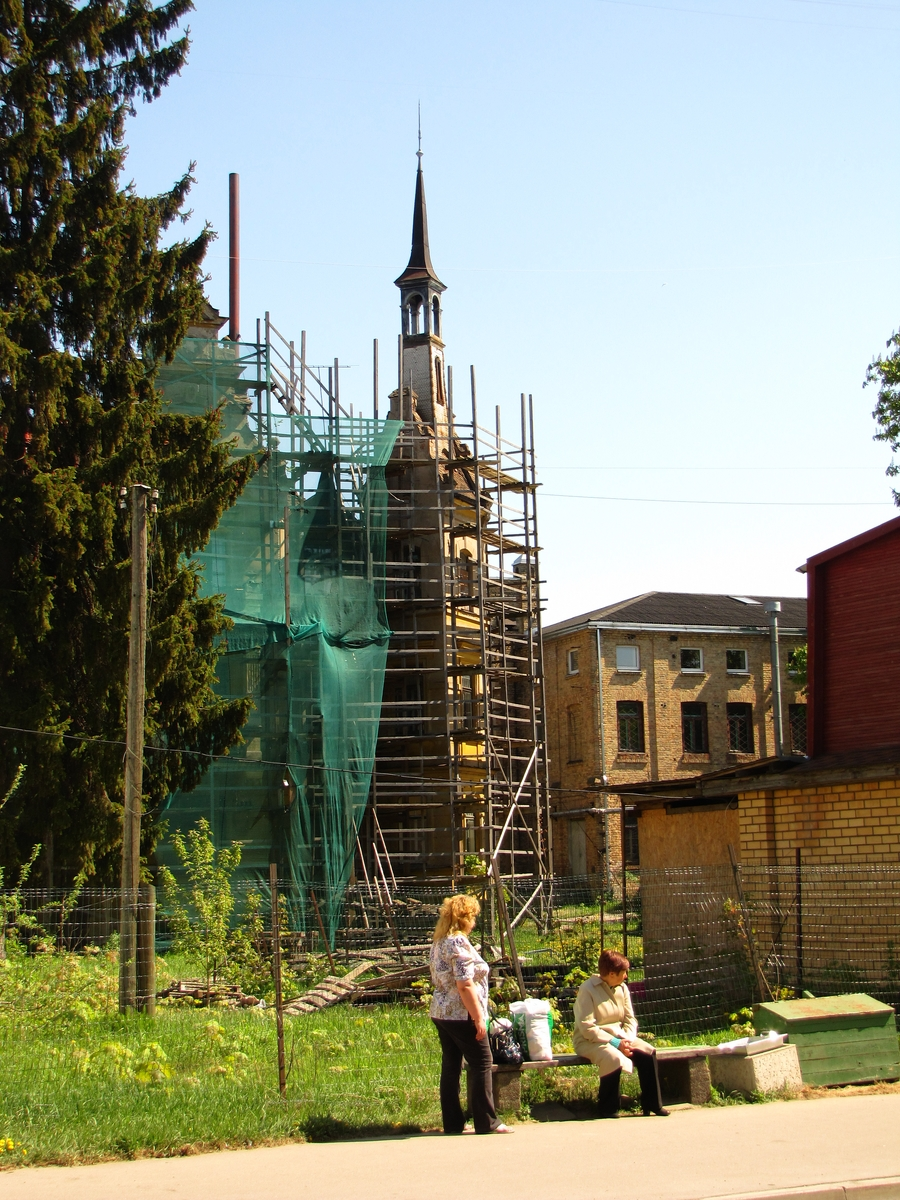
Zdjęcie kościoła w trakcie remontu
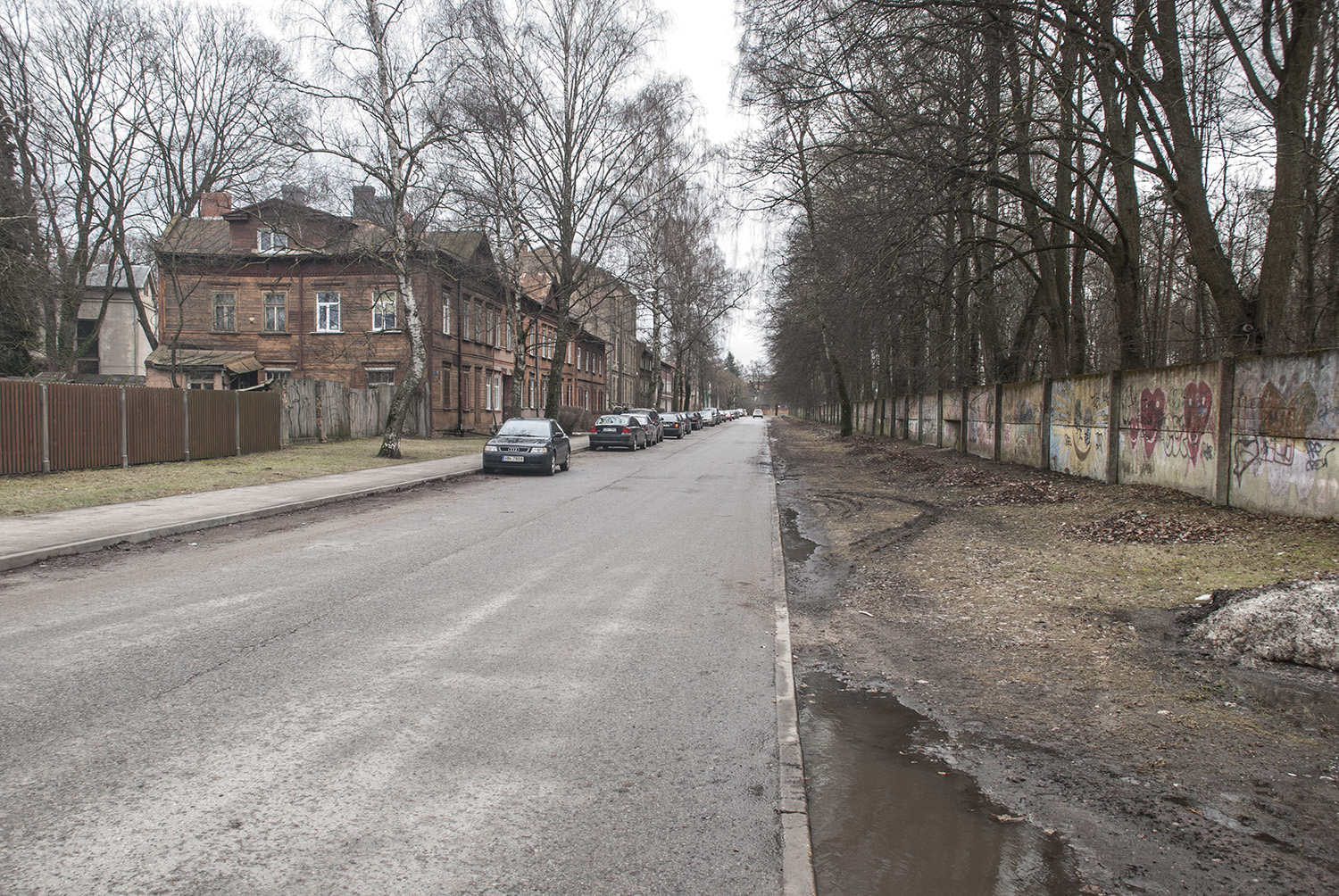
Ulica Olīvu w Torņakalns
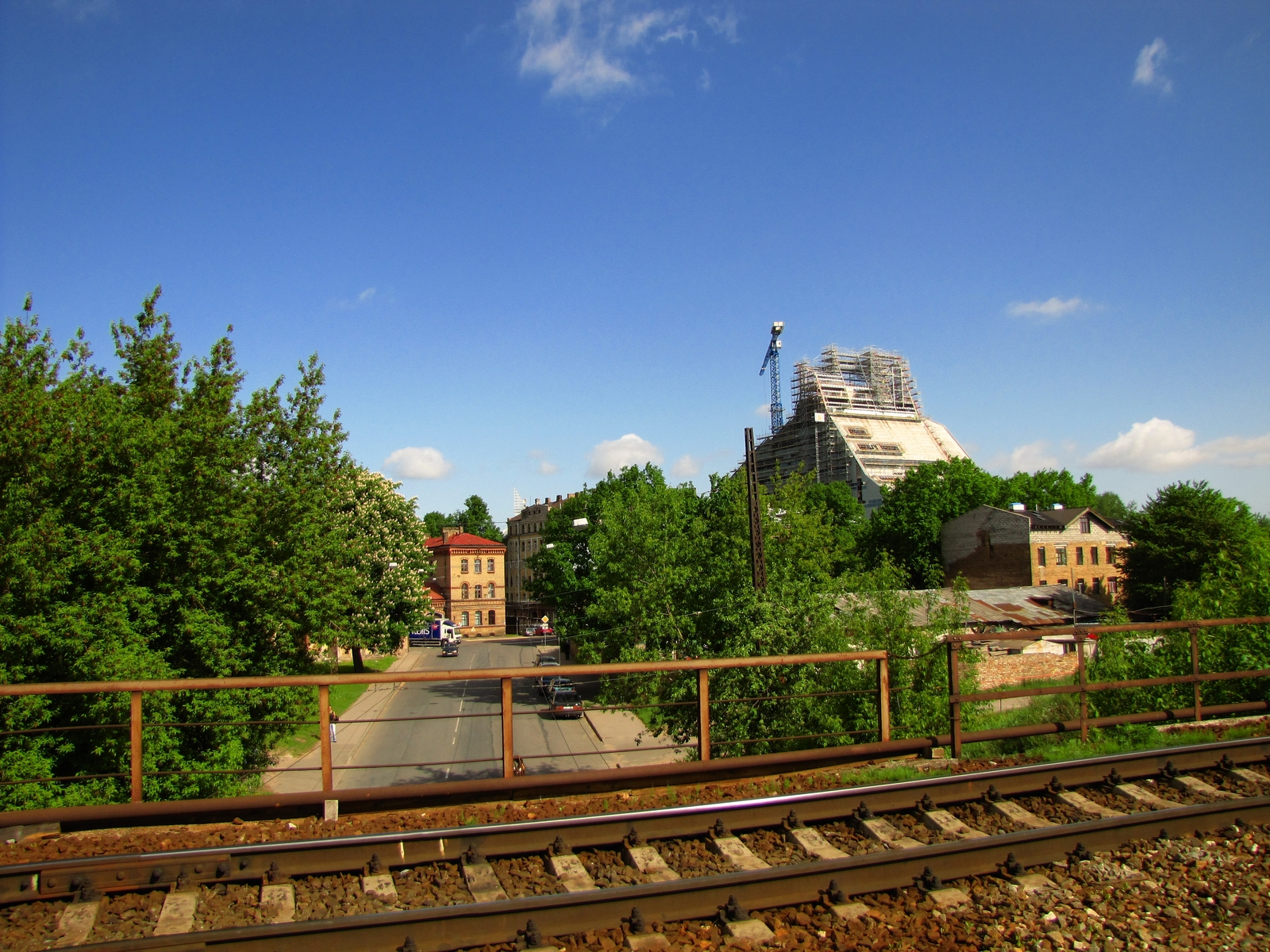
Zdjęcie mostu kolejowego w Torņakalns
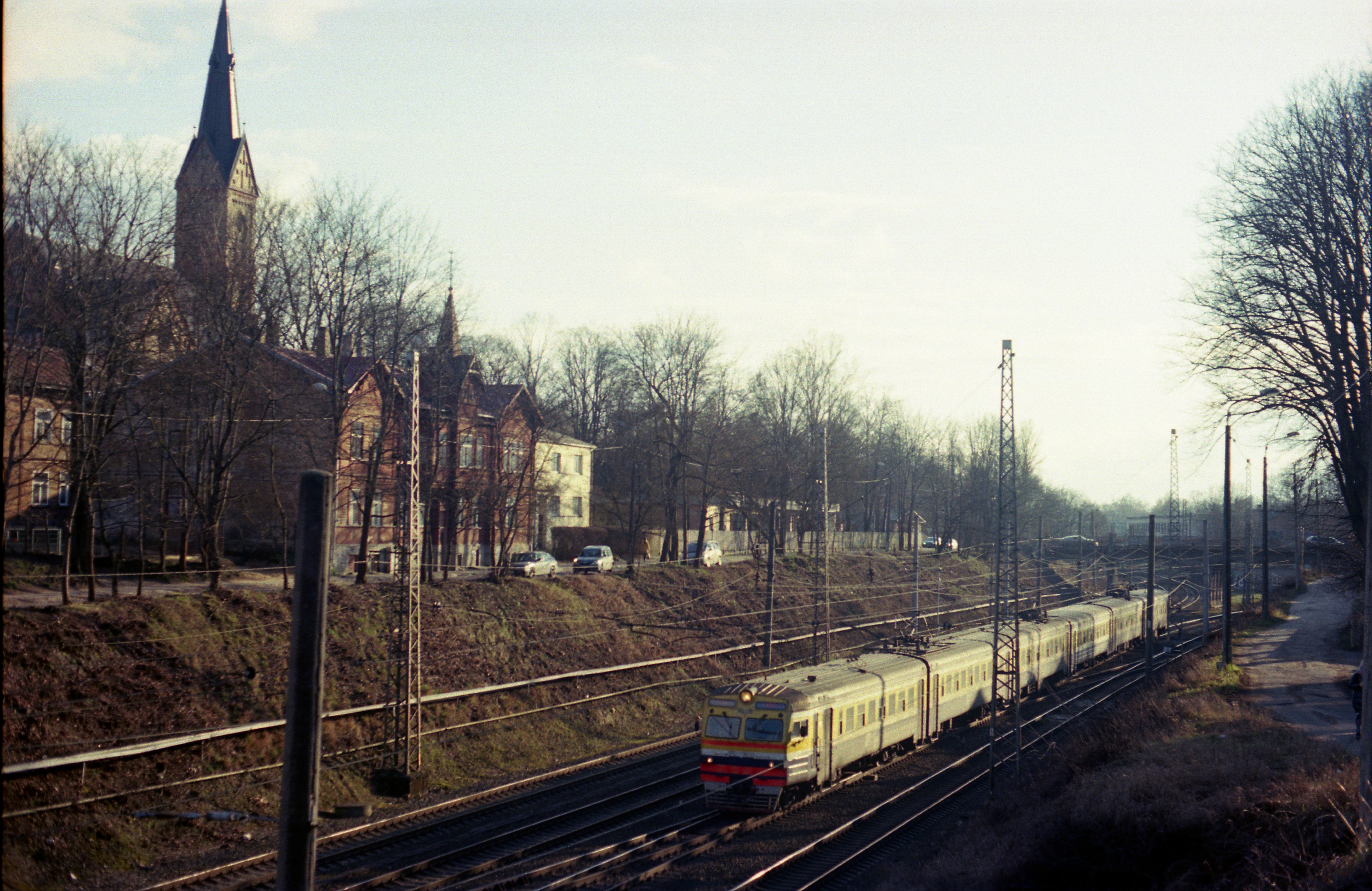
Tory kolejowe w Torņakalns